# Karl Zickler
Karl Zickler (* 18. September 1860 in Karlsbad, Böhmen; † 20. August 1933 in Brünn) war ein deutschböhmischer Elektrotechniker.  Von 1895 bis zu seiner Emeritierung lehrte er als Professor für Maschinenbau an der Technischen Universität Brünn.

## Leben
Er war der Sohn des Karlsbader Seilermeister Josef Zickler und dessen Ehefrau Theresia geborene Schneider. Von 1877 bis 1881 studierte er Mathematik und Physik an der Technischen Hochschule in Prag. Während seines Studiums wurde er Mitglied der Landsmannschaft Hercynia Prag. Nach seinem Studium arbeitete er zwei Jahre an der Mittelschule in Bielsko und Prag. 1884 wurde er Assistent und Schwiegersohn von Adalbert von Waltenhofen am neu gegründeten elektrotechnischen Instituts an der Technischen Hochschule Wien. 1890 qualifizierte er sich für Elektromagnetismus und Berechnung von Dynamos und wurde gleichzeitig Leiter der Abteilung. 1895 wurde er Professor für Maschinenbau in Brünn.
1898 erfand er, im Anschluss an die Hertz´schen Beobachtungen über ultraviolette Strahlen, eine Art lichtelektrische Telegrafie ohne Draht. Hertz hatte 1887 entdeckt, dass UV-Licht elektrische Entladungen sehr begünstigt. Richtete man das UV-reiche Licht einer Kohlebogenlampe auf die Kathode eines weit auseinander stehenden Kugelkondensators, so kam es zu einem Funken. Zickler verwandte als Sender für seinen Telegrafen eine Kohlebogenlampe und zur Signalisierung eine Glasscheibe (UV-undurchlässig). Am Empfänger konzentrierte eine Linse aus Bergkristall (UV-durchlässig) das UV-Licht auf die Kathode eines in ein Röhrchen eingeschweißten Kugelkondensators.

## Veröffentlichungen
- Lehrbuch der allgemeinen Elektrotechnik für Studierende der Elektrotechnik an technischen Hochschulen und für Elektroingenieure; 1906